# Montbazon
Montbazon är en kommun i departementet Indre-et-Loire i regionen Centre-Val de Loire i de centrala delarna av Frankrike. Kommunen ligger i kantonen Montbazon som tillhör arrondissementet Tours. År 2022 hade Montbazon 4 839 invånare.

## Befolkningsutveckling
Antalet invånare i kommunen Montbazon
Referens:INSEE